# ۷-اوهاش-دی‌پی‌ای‌تی
۷-اوهاش-دی‌پی‌ای‌تی (به انگلیسی: 7-OH-DPAT) یک ترکیب شیمیایی با شناسه پاب‌کم ۱۲۱۹ است.